# 2595 Gudiachvili
A 2595 Gudiachvili (ideiglenes jelöléssel 1979 KL) a Naprendszer kisbolygóövében található aszteroida. Richard Martin West fedezte fel 1979. május 19-én.